# Newport (Rhode Island)
Newport és l'única ciutat del Comtat de Newport a l'estat de Rhode Island dels Estats Units d'Amèrica.

## Demografia
Segons el cens del 2000 Newport tenia 26.475 habitants, 11.566 habitatges, i 5.644 famílies. La densitat de població era de 1.287,4 hab./km².
Dels 11.566 habitatges en un 22,9% hi vivien nens de menys de 18 anys, en un 32,3% hi vivien parelles casades, en un 13,6% dones solteres, i en un 51,2% no eren unitats familiars. En el 39,4% dels habitatges hi vivien persones soles el 10,9% de les quals corresponia a persones de 65 anys o més que vivien soles. El nombre mitjà de persones vivint en cada habitatge era de 2,11 i el nombre mitjà de persones que vivien en cada família era de 2,86.
Per edats la població es repartia de la següent manera: un 19,6% tenia menys de 18 anys, un 14,6% entre 18 i 24, un 31,5% entre 25 i 44, un 21,4% de 45 a 60 i un 12,9% 65 anys o més.
L'edat mitjana era de 35 anys. Per cada 100 dones de 18 o més anys hi havia 90,9 homes.
La renda mitjana per habitatge era de 40.669$ i la renda mediana per família de 54.116$. Els homes tenien una renda mediana de 37.780$ mentre que les dones 27.492$. La renda per capita de la població era de 25.441$. Aproximadament el 12,9% de les famílies i el 14,4% de la població estaven per davall del llindar de pobresa.

## Poblacions properes
El següent diagrama mostra les poblacions més properes.